# Miasto ogród Falkenberg

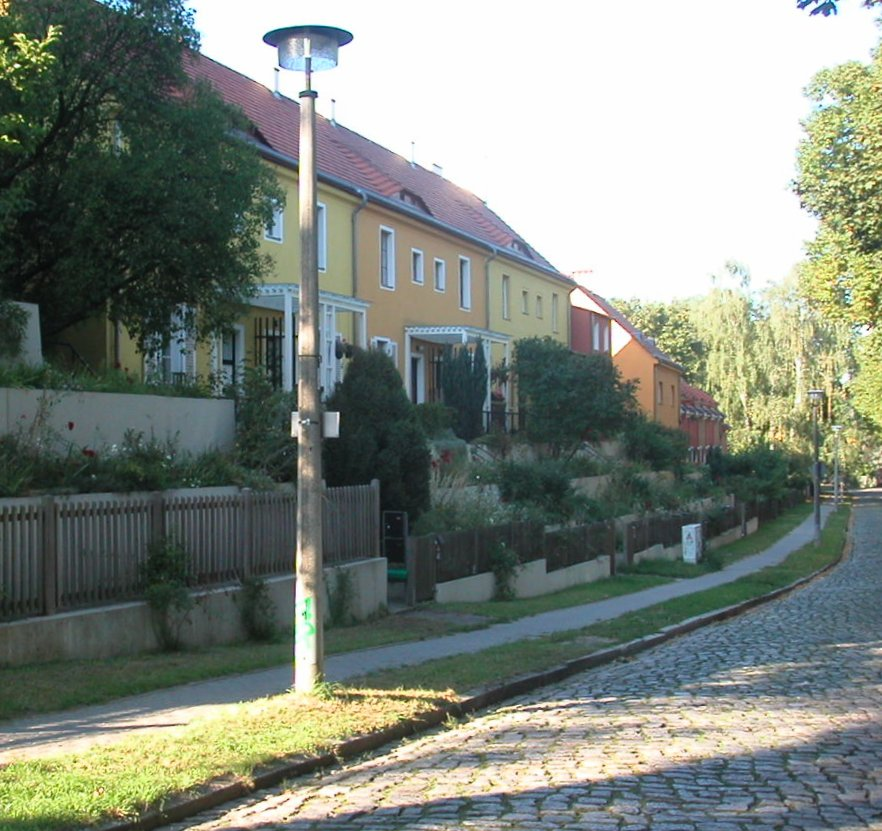
Miasto ogród Falkenberg

Miasto ogród Falkenberg (niem. Gartenstadt Falkenberg) – modernistyczne osiedle domów mieszkalnych w południowo-wschodnim Berlinie. Wzniesione w latach 1913–1916 według projektu Bruna Tauta, opartego na koncepcji miasta ogrodu Ebenezera Howarda.
W lipcu 2008 osiedle Falkenberg wraz z pięcioma innymi modernistycznymi zespołami mieszkaniowymi Berlina zostało wpisane na listę dziedzictwa kulturowego UNESCO.

## Historia
W 1912 roku Bruno Taut otrzymał zlecenie od ówczesnego berlińskiego stowarzyszenia oszczędnościowo-budowlanego, by zaprojektować osiedle na 75-hektarowym terenie w południowo-wschodniej części miasta (obecnie Treptow-Köpenick). Oryginalny plan zakładał budowę około 1500 mieszkań dla 7000 osób. Taut wzorował się na koncepcji miasta ogrodu stworzonej przez Ebenezera Howarda. Na wzór angielski miało powstać osiedle łączące zalety miasta (dobra infrastruktura) z zaletami wsi (dużo zieleni), zapewniające wysoki standard życia za przystępną cenę. Taut zaprojektował rzędy dwupiętrowych domów z indywidualnymi ogrodami, wykorzystując naturalną topografię terenu. Poszczególne budynki otrzymały elewacje o żywych kolorach.
Jednak z oryginalnego planu w pierwszym rzucie powstały jedynie 34 mieszkania wokół placu Akazienhof. W drugim rzucie wzniesiono 93 mieszkania wzdłuż Gartenstadtweg. Prace powstrzymywały I wojna światowa i związane z nią trudności finansowe. Obecnie wszystkie powstałe wówczas budynki objęte są ochroną.

## Galeria

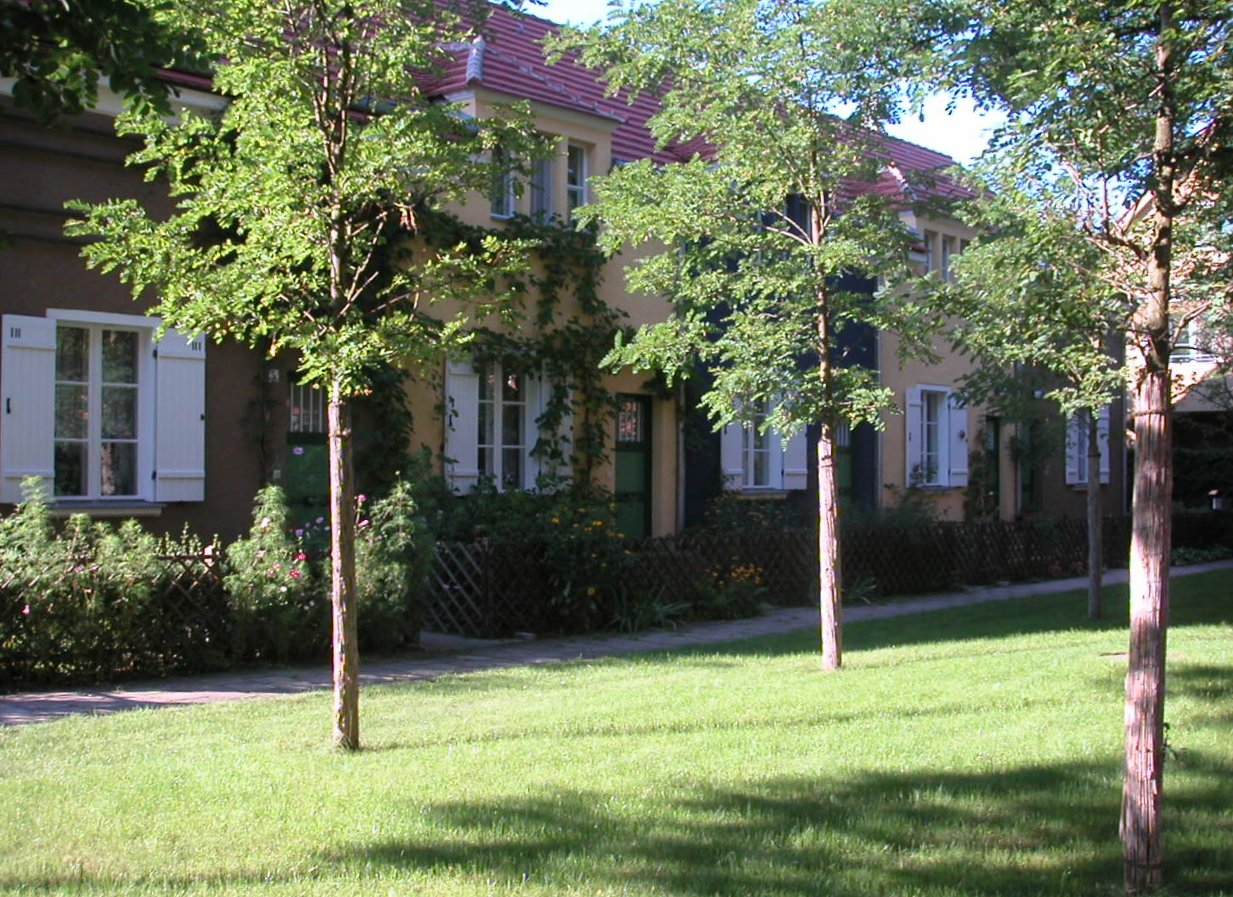
Domy przy Akazienhof
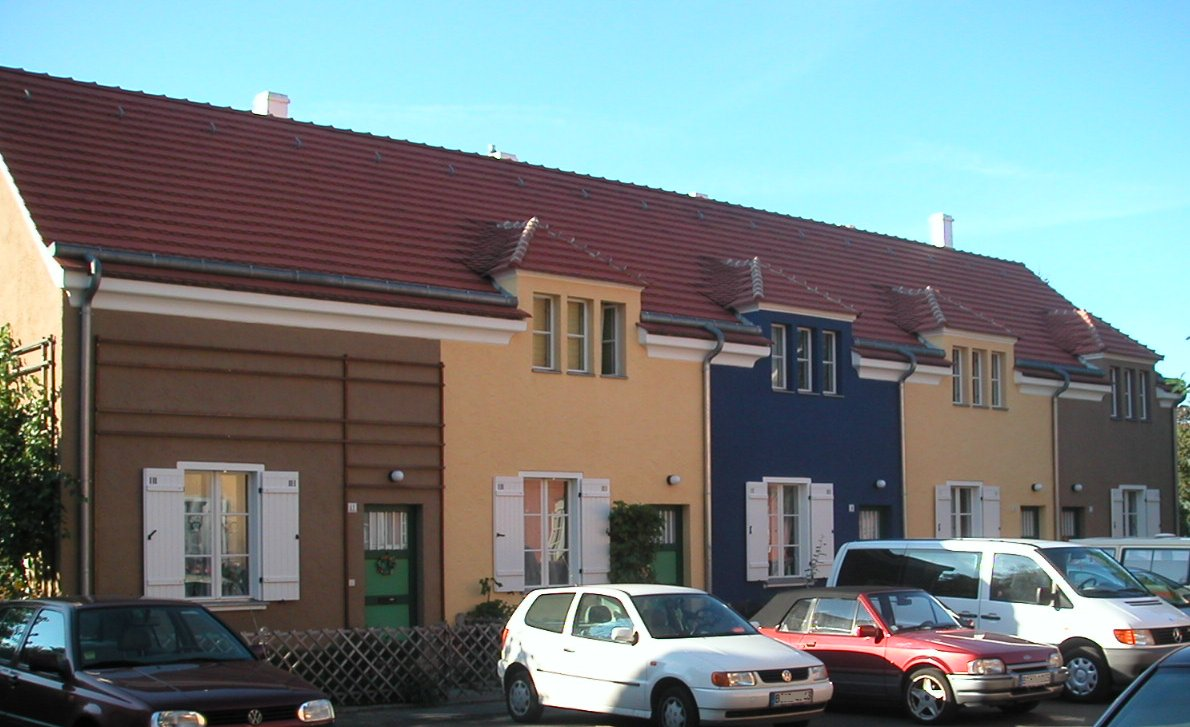
Domy przy Gartenstadtweg
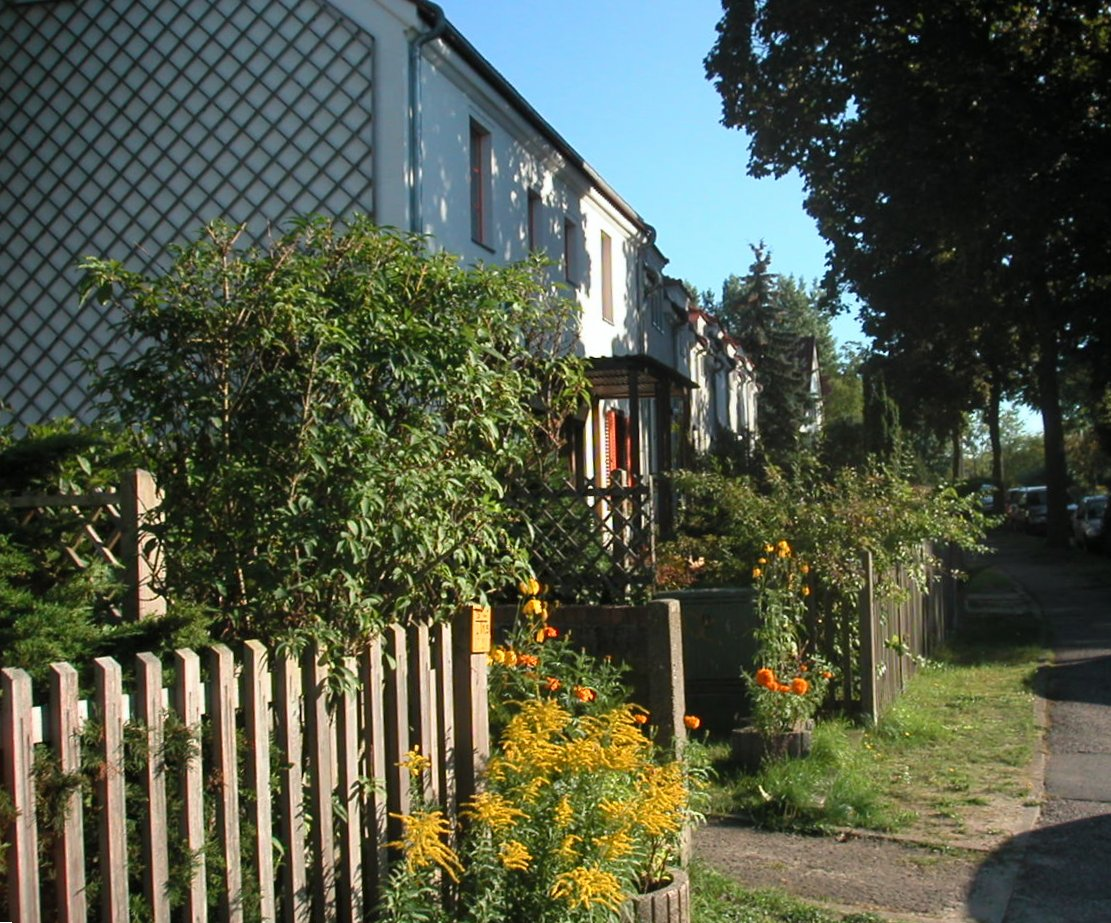
Domy przy Gartenstadtweg
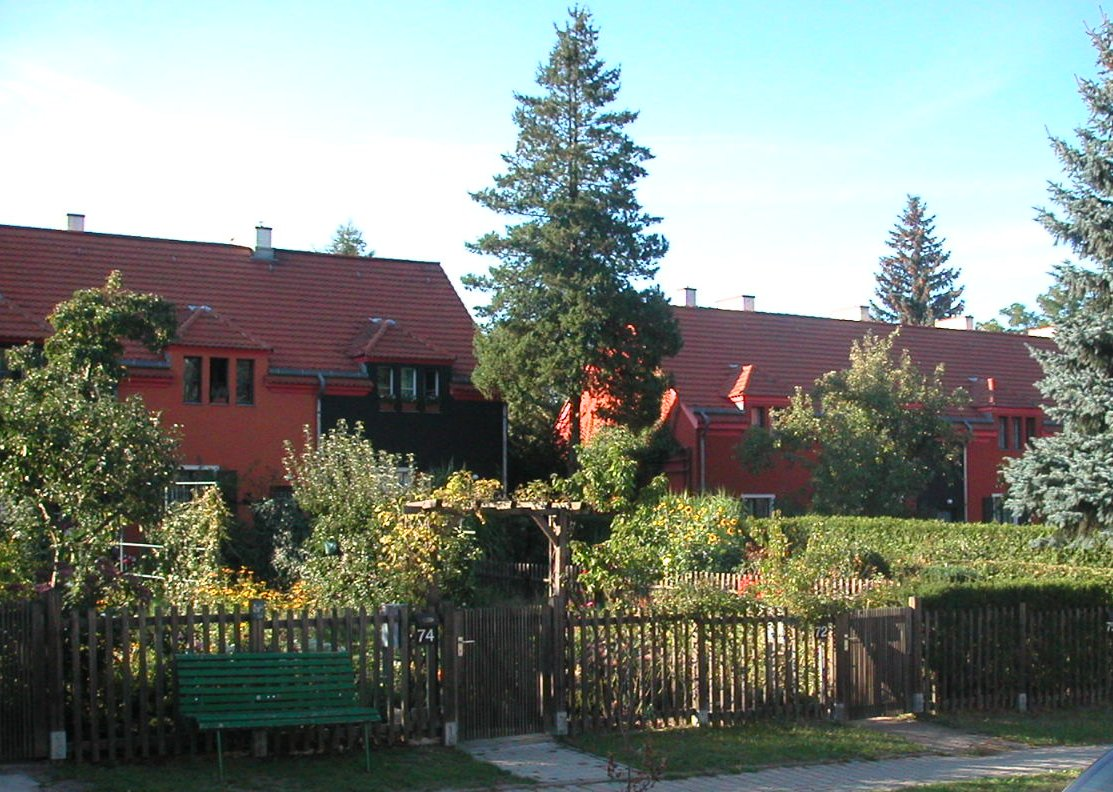
Domy przy Gartenstadtweg